# Deus revelatus
Deus revelatus (lat. „[der] offenbarte Gott“) ist ein theologischer Begriff aus Martin Luthers Schrift De servo arbitrio. Luther unterschied zwischen dem Deus revelatus (der sich in der Geschichte offenbarende) und dem Deus absconditus („[der] verborgene Gott“), wonach Gott verborgen und für die Menschen nicht erfahrbar ist.